# Contea di Yanting
La contea di Yanting (盐亭县S, Yántíng XiànP) è una contea della Cina, situata nella provincia di Sichuan e amministrata dalla prefettura di Mianyang.